# غزاله اکرمی
غزاله اکرمی (زاده ۲۵ فروردین ۱۳۷۷) بازیگر سینما و تلویزیون ایران است. او حرفه بازیگری را از سال ۱۳۹۵ با بازی در سریالی به کارگردانی مهدی سهرابی آغاز کرد و اولین تجربه حرفه‌ای بازیگری اش را با سریال آرام می‌گیریم به‌دست آورد. از دیگر آثار او می‌توان به هست و نیست و سلام آقای مدیر اشاره کرد.

## زندگی
غزاله اکرمی زاده ۲۵ فروردین سال ۱۳۷۷ در تهران است. او فارغ‌التحصیل رشته کارگردانی سینما است.

## حرفه
«تنها ابزارم برای ایفای نقش ماهی میمیک چهره و نگاهم بود و این ویژگی من را محدود می‌کرد. برای اینکه نقش درست از کار دربیاید تمرینات زیادی انجام دادم و تا به حال در سریالی ندیده بودم که شخص معلولی برای حرکت روی زمین بخزد. مدت‌ها تمرینات ویژه‌ای سوای تمرینات در لوکیشن سریال انجام می‌دادم و ساعت‌ها دستم را می‌بستم و اصلاً هم راه نمی‌رفتم و روی زمین می‌خزیدم! با این رویه قدرت دست‌هایم زیاد شد و با آمادگی کامل نقش را بازی کردم.»

—هفت صبح
او با حضور در سریال‌هایی چون «آرام می‌گیریم» و «هست و نیست» شناخته شد و با سریال‌های «رحیل» و «سوجان» به شهرت رسید. اولین تجربه بازیگری اکرمی به سال ۱۳۹۵ و سریال آرام می‌گیریم به کارگردانی مهدی سهرابی بازمی‌گردد. علاوه بر بازیگری، در حوزه‌های کارگردانی، برنامه‌ریزی و دستیاری نیز فعالیت داشته است.

### رحیل
یکی از بهترین عملکردهای او در سریال تاریخی «رحیل» و نقش دختری به نام ماهی به ثبت رسیده است. چالش اصلی شخصیت نداشتن پا بود و بازیگر از پس این موقعیت سربلند بیرون آمد و تحسین شد. این سریال با درون مایه حماسی و عاشورایی را به تصویر کشید.

### سوجان
قصه سریال سوجان که در دوران پهلوی می‌گذرد روایت زندگی زنی جوان است که در یکی از روستاهای گیلان برای زندگی می‌جنگد. داستان این سریال حول زندگی دختری درگیر یک ماجرای عاشقانه و خانوادگی شکل گرفته است. سوجان دختری است که می‌خواهد زندگی متفاوتی از زنان سنتی داشته باشد و درس می‌خواند اما پدر و عمویش قرار ازدواج او و پسرعمویش را گذاشته‌اند. سریال سوجان با یک درام عاشقانه آغاز می‌شود و کم‌کم موضوعات سیاسی و اجتماعی عاشقانه را به چالش می‌کشد. داستان سریال از زمان رضاشاه شروع می‌شود و کم‌کم به پهلوی دوم می‌رسد و در نهایت با وقوع انقلاب ۵۷ ادامه پیدا می‌کند.

## آثار

### مجموعه تلویزیونی
- ۱۳۹۵: آرام می‌گیریم:[۶] او در این سریال علاوه بر ایفای نقش، به عنوان دستیار برنامه‌ریز نیز فعالیت می‌کرد.[۱۱]
- ۱۳۹۶: هست و نیست:[۶] در نقش آوا یگانه، دختری جوان که با نامزدش در چالش‌های زندگی مواجه بود.[۱۱]
- ۱۳۹۷: رؤیای سهراب[۶]
- ۱۳۹۸: سلام آقای مدیر[۶]
- ۱۳۹۹: گل به خودی
- ۱۴۰۲: رحیل: نقش ماهی دختر مظفرالدین‌شاه را برعهده داشت.[۵]
- ۱۴۰۳: سوجان: در سریال سوجان او نقش سوجان نقش اصلی اثر را ایفا کرد.[۱۴][۱۵]